# Georg Tatter (Landschaftsarchitekt)
Georg Tatter (* 1857; † 1924) war ein deutscher Hofgärtner und Garteninspektor sowie Landschaftsarchitekt.

## Leben
William Heinrich Adolf Tatter war ein Mitglied der seit der ersten Hälfte des 17. Jahrhunderts bekannten Gartenmeister- und Hofgärtnerfamilie Tatter und ein Sohn von William Heinrich Adolf Tatter (1823–1897).
Noch zur Zeit des Königreichs Hannover geboren, setzte Georg Tatter in der fünften Generation die Familientradition in Herrenhausen bei Hannover fort. Er durchlief bis nach der Ausrufung des Deutschen Kaiserreichs eine Ausbildung in den Herrenhäuser Gärten, beendete diese 1873 und besuchte dann bis 1875 die Gärtnerlehranstalt in Potsdam im dortigen Wildpark. Anschließend ging er für zwei Jahre nach England sowie für etwa ein Jahr nach Wien. Schließlich wurde er zum Hofgärtner der Obstbaumschule in Herrenhausen berufen.
Nach der Auflösung der Herrenhäuser Obstbaumschule 1892 wurde Tatter auf dem Provinzialgut Lohne bei Isernhagen tätig.
1901 legte der Provinzial-Garteninspektor gemeinsam mit dem Landesforstrat Georg Quaet-Faslem in Lüneburg die rund 190 Hektar umfassenden Gartenanlagen der damaligen Provinzial-Heil- und Pflegeanstalt für psychisch Kranke. Dabei schufen sie sowohl private Gartenräume und Wirtschaftsgärten auf dem Areal als auch einen kleinen, halböffentlichen Landschaftspark.